# Claude Fauchet (storico)
Claude Fauchet (Parigi, 3 luglio 1530 – Parigi, gennaio 1602) è stato uno storico e un antiquario francese.
Della sua infanzia si conoscono pochi particolari. Si applica nello studio dei primi cronachisti francesi, proponendosi di pubblicare estratti che avrebbero fatto luce sui primi tempi della monarchia. Durante le guerre di religione, allorché fu costretto ad abbandonare Parigi con Enrico III nel 1589 (probabilmente non vi ritornerà prima del 18 aprile del 1594), perse gran parte dei suoi libri e manoscritti per colpa dei soldati del duca di Mayenne. La stima che ne fece, forse esagerando, si aggirava su circa duemila libri e manoscritti perduti. Si stabilì dunque a Marsiglia.
Nel 1554 accompagnò François de Tournon in Italia, dove fu per molte volte spedito come ambasciatore del re, riportando notizie sull'assedio di Siena. I suoi servigi con il tempo gli procurarono la carica di presidente della Chambre des Monnaies (29 marzo 1569), permettendogli così di proseguire i suoi studi letterari.
A causa di debiti, ritenne necessario nel 1599, all'età di settant'anni, di vendere il suo ufficio. Enrico IV, a tale proposito, si divertì a prenderlo in giro con un epigramma, e alla fine lo manda in pensione, con il titolo di storiografo di Francia.

## Letterato e storico
Fauchet ha la reputazione di uno scrittore imparziale e scrupoloso, e nei suoi lavori si riscontrano fatti importanti non facilmente reperibili altrove. Egli fu, tuttavia, completamente acritico, e il suo stile è alquanto inelegante. Le sue opere principali (1579, 1599), nel complesso, trattano la storia della Gallia e della Francia merovingia e Carolingia, analisi e informazioni sui dignitari e magistrati di Francia, sull'origine della poesia e lingua francese, sulla libertà della chiesa gallicana. Un'opera raccolta edita in un grosso volume venne pubblicata nel 1610. Fauchet tradusse gli Annali di Tacito (1582).

### Opere(FR)
- Recueil des Antiquités gauloises et françaises, 1579
- Recueil de l'origine de la langue et poésie française, 1581 (FR) Testo online (PDF), su gallica.bnf.fr. URL consultato il 5 marzo 2013.
- Les Oeuvres de C. Cornelius Tacitus... assavoir : les Annales et Histoires des choses advenues en l'Empire de Rome depuis le trespas d'Auguste ; la Description des mœurs et des peuples de Germanie ; la Vie de Jules Agricola..., (Traduzione), 1584.
- Origines des dignités et magistrats de France. Origines des chevaliers, armoiries et héraux, ensemble de l'ordonnance, armes et instruments desquels les Français ont anciennement usé en leurs guerres, 1600 (FR) Testo online (PDF), su gallica.bnf.fr. URL consultato il 5 marzo 2013.
- Fleur de la maison de Charlemagne, suite des Antiquités gauloises et françaises, 1601
- Déclin de la maison de Charlemagne, suite des Antiquités gauloises et françaises, 1602
- Les Œuvres de feu M. Claude Fauchet, premier president de la Cour des Monnaies, 1610